# 위스키 전쟁 (영화)
위스키 전쟁(The Hallelujah Trail)은 미국에서 제작된 존 스터지스 감독의 1965년 영화이다. 버트 랭카스터 등이 주연으로 출연하였고 존 스터지스 등이 제작에 참여하였다.

## 출연

### 주연
- 버트 랭카스터
- 리 레믹

### 조연
- 짐 허튼
- 파멜라 티핀
- 도널드 플레젠스
- 브라이언 키이스
- 마틴 랜도
- 존 앤더슨

## 제작진
- 협력프로듀서: 로버트 E. 레일리아
- 미술: 캐리 오델
- 의상: 에디스 헤드
- 배역: 린 스터마스터